# Psamético II
Neferibra-Psametiko, Psamético II, fue hijo de Necao II y debió reinar unos seis años, de 595 a 589 a. C., como afirman Sexto Julio Africano y Heródoto, aunque Eusebio de Cesarea narra que Psammutis reinó diecisiete años. 

## Biografía
La actividad de este soberano se volcó principalmente en la campaña contra Kush, donde reinaban los descendientes de los soberanos de la dinastía XXV. La expedición se produjo en 592 a. C., partiendo de Elefantina se internó hasta la tercera catarata del Nilo luchando contra el rey Antalani, o su hermano y sucesor Aspelta. Después de la victoria de las tropas egipcias, integradas principalmente por mercenarios libios, se replegó al norte de la primera catarata. 
Un papiro, con escritura demótica, expone el aplazamiento de un viaje de Neferibra a Canaán, probablemente justificado por la estipulación de tratados comerciales y la tentativa de recuperar, al menos en parte, la influencia perdida después de la derrota de Necao II contra el ejército babilónico.

## Testimonios de su época
El Obelisco de Montecitorio fue erigido en época de Psametico II en Heliópolis. El emperador romano César Augusto ordenó llevarlo a Roma para usarse como un gran reloj solar en el Campo de Marte. Se derrumbó en el siglo X. El papa Sixto V ordena levantarlo en 1587. Benedicto XIV lo restaura y lo vuelve a erigir en el siglo XVIII. Actualmente se encuentra en la Piazza di Montecitorio, en Roma.
- Erigió dos obeliscos en Heliópolis[1]

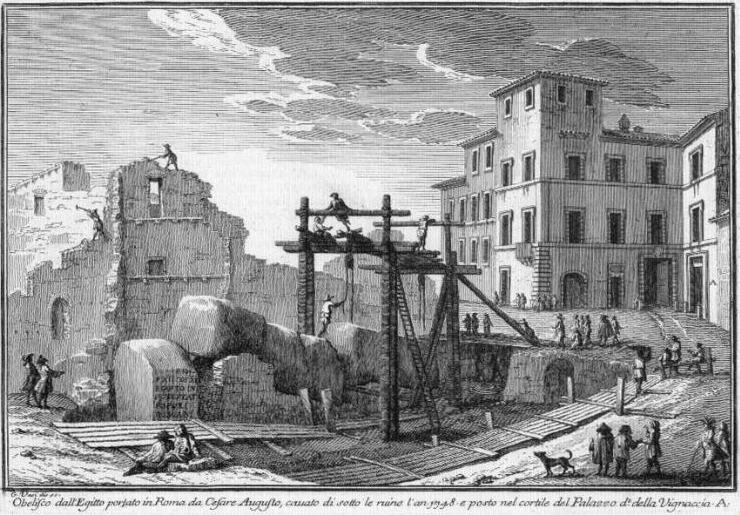
Obelisco de Psamético II en Montecitorio, Roma (Italia). Grabado de Giuseppe Vasi.

- Fundó el templo de Hibis, oasis de El-Jarga[2]
- El templo en El-Mahalla el-Kubra[1]
- Añadidos al templo de Neit en Sais[1]

Inscripciones con el nombre del rey:
- Estela n.º UC14536 (Museo Petrie)
- Fragmentos hallados en File[1]
- Bloques en El-Naharya, 15 km al sur de Sais[1]
- Bloques de templos encontrados en: Abidos, Karnak, Elefantina[1]
- Mencionado en inscripciones grabadas en roca cerca de Konossos y Elefantina (de Morgan)
- Fragmento de una puerta de bronce en Menfis (Petrie/Mackay/Wainwright)

## Relato de Heródoto
Según Heródoto, en la ciudad etíope de Meroe (la ciudad madre de los etíopes) tuvo lugar un suceso entre los 'desertores' (en etíope asmak) y el faraón Psamético II. Los 'desertores' eran un contingente de doscientos cuarenta mil soldados egipcios que al haber estado confinados en Elefantina a vigilar las fronteras durante tres años sin recibir reemplazo decidieron desertar al reino de los etíopes. Textualmente el pater historiae comenta la historia de la manera siguiente:

Aquellos egipcios se habían mantenido apostados tres años en la región de Elefantina, sin que nadie acudiera a relevarlos. Por fin, celebraron consejo y decidieron por unanimidad abandonar a Psamético y buscar su vida en tierras etíopes. Cuando Psamético se enteró de sus planes, fue tras ellos y, con buenas palabras, les rogó que volvieran atrás y no abandonaran a los dioses de sus mayores, así como tampoco a sus mujeres e hijos. Afirman que, en cuanto el faraón hubo terminado de hablar, uno de los hombres le contestó, señalando su propio miembro viril:
—Señor, mientras tengamos esto, no nos faltarán mujeres e hijos.

## Titulatura
| Titulatura | Jeroglífico | Transliteración (transcripción) - traducción - (referencias) |

| G5 |

| G5 |

| Y5 · Aa1 · F34 |

| Y5 · Aa1 · F34 |

| Y5 · Aa1 · F34 |

| Y5 · Aa1 · F34 |

| G5 |

| G5 |

| Y5 · Aa1 · F34 |

| Y5 · Aa1 · F34 |

| Y5 · Aa1 · F34 |

| Y5 · Aa1 · F34 |

| G16 |

| G16 |

| F12 | D36 |

| F12 | D36 |

| G16 |

| G16 |

| F12 | D36 |

| F12 | D36 |

| G8 |

| G8 |

| S29 | F35 | N17 · N17 |

| S29 | F35 | N17 · N17 |

| G8 |

| G8 |

| S29 | F35 | N17 · N17 |

| S29 | F35 | N17 · N17 |

| N5 | F35 | F34 |

| N5 | F35 | F34 |

| N5 | F35 | F34 |

| N5 | F35 | F34 |

| N5 | F35 | F34 |

| N5 | F35 | F34 |

| N5 | F35 | F34 |

| N5 | F35 | F34 |

| N5 | F35 | F34 |

| N5 | F35 | F34 |

| N5 | F35 | F34 |

| N5 | F35 | F34 |

| N5 | F35 | F34 |

| N5 | F35 | F34 |

| N5 | F35 | F34 |

| N5 | F35 | F34 |

| Q3 | S29 | G17 | V13 · V31 |

| Q3 | S29 | G17 | V13 · V31 |

| Q3 | S29 | G17 | V13 · V31 |

| Q3 | S29 | G17 | V13 · V31 |

| Q3 | S29 | G17 | V13 · V31 |

| Q3 | S29 | G17 | V13 · V31 |

| Q3 | S29 | G17 | V13 · V31 |

| Q3 | S29 | G17 | V13 · V31 |

| Q3 | S29 | G17 | V13 · V31 |

| Q3 | S29 | G17 | V13 · V31 |

| Q3 | S29 | G17 | V13 · V31 |

| Q3 | S29 | G17 | V13 · V31 |

| Q3 | S29 | G17 | V13 · V31 |

| Q3 | S29 | G17 | V13 · V31 |

| Q3 | S29 | G17 | V13 · V31 |

| Q3 | S29 | G17 | V13 · V31 |